# Liste de bâtiments et meubles conçus par Eero Saarinen
Cet article est une liste partielle des bâtiments et meubles conçus par Eero Saarinen.

## Architecture
La plupart des édifices du début de carrière d'Eero Saarinen ont été réalisés en collaboration avec son père Eliel Saarinen. 
| Année       | Nom                                                | Lieu                                   | Image                             | Commentaire |
| 1925 - 1931 | Mobilier de la Cranbrook School for Boys           | Bloomfield Hills, Michigan             |                                   | En collaboration avec Eliel Saarinen                                                                                    |
| 1929 - 1931 | Mobilier de la maison Saarinen                     | Bloomfield Hills, Michigan             |                                   | |
| 1929 - 1931 | Mobilier de la Kingswood School for Girls          | Bloomfield Hills, Michigan             |                                   | |
| 1929 - 1937 | Studio et habitation d'Hvitträsk                   | Kirkkonummi, Finlande                  |                                   | Réagencement |
| 1935 - 1936 | Théâtre suédois                                    | Helsinki, Finlande                     |                                   | Réagencement. En collaboration avec Eliel Saarinen                                                                      |
| 1937 - 1938 | Fenton Community Center                            | Fenton, Michigan                       |                                   | En collaboration avec Eliel Saarinen                                                                                    |
| 1937 - 1938 | J. F. Spencer House                                | Huntington Woods, Michigan             |                                   | Première réalisation architecturale en solo                                                                             |
| 1939        | J.K. Nikander Hall                                 | Hancock, Michigan                      |                                   | En collaboration avec Eliel Saarinen                                                                                    |
| 1937 - 1940 | Charles and Ingrid Koebel House                    | Grosse Pointe Farms, Michigan          |                                   | En collaboration avec Eliel Saarinen et J. Robert F. Swanson                                                            |
| 1938 - 1940 | Kleinhans Music Hall                               | Buffalo, État de New York              |                                   | En collaboration avec Eliel Saarinen. Classé National Historic Landmark en 1989                                         |
| 1938 - 1942 | Crow Island School                                 | Winnetka (Illinois), Illinois          |                                   | Classé National Historic Landmark en 1990                                                                               |
| 1938 - 1959 | Salles de concert et de théâtre de Tanglewood      | Lenox, Massachusetts                   |                                   | Le Koussevitzky Music Shed est conçu avec Eliel Saarinen et Joseph Franz en 1938.                                       |
| 1941 - 1942 | Center Line Defense Housing                        | Center Line, Michigan                  |                                   | 447 unités d’habitation en collaboration avec Eliel Saarinen et J. Robert F. Swanson                                    |
| 1941 - 1942 | Albert and Muriel Wermuth House                    | Fort Wayne                             |                                   | |
| 1942        | First Christian Church                             | Columbus, Indiana                      |                                   | En collaboration avec Eliel Saarinen                                                                                    |
| 1942 - 1943 | Willow Lodge                                       | Willow Run, Michigan                   |                                   | Démoli |
| 1944 - 1946 | Lincoln Heights Housing                            | Washington, D.C., District of Columbia |                                   | En collaboration avec Eliel Saarinen et J. Robert F. Swanson                                                            |
| 1944 - 1947 | Hugh Taylor Birch Hall au Antioch College          | Yellow Springs, Ohio                   |                                   | En collaboration avec Eliel Saarinen et J. Robert F. Swanson                                                            |
| 1944 - 1948 | Des Moines Art Center                              | Des Moines, Iowa                       |                                   | En collaboration avec Eliel Saarinen et J. Robert F. Swanson. Classé au Registre national des lieux historiques en 2004 |
| 1945 - 1949 | Case Study House #9                                | Pacific Palisades, Californie          |                                   | En collaboration avec Charles Eames. Classé au Registre national des lieux historiques en 2013                          |
| 1945 - 1952 | Birmingham High School                             | Birmingham, Michigan                   |                                   | En collaboration avec Eliel Saarinen et J. Robert F. Swanson                                                            |
| 1945 - 1957 | Université Drake                                   | Des Moines, Iowa                       |                                   | En collaboration avec Eliel Saarinen et J. Robert F. Swanson                                                            |
| 1947 - 1949 | Christ Church Lutheran                             | Minneapolis, Minnesota                 |                                   | En collaboration avec Eliel Saarinen. Classé National Historic Landmark en 2009                                         |
| 1947 - 1959 | Maison Eero Saarinen                               | Bloomfield Hills, Michigan             |                                   | Rénovation d’une demeure de style victorien                                                                             |
| 1947 - 1965 | Gateway Arch                                       | St. Louis, Missouri                    |                                   | Classé National Historic Landmark en 1987                                                                               |
| 1948        | Cooperative UAW–CIO                                | Flint, Michigan                        |                                   | Rénovation. Démoli |
| 1948 - 1956 | Centre technique de General Motors                 | Warren, Michigan                       |                                   | Classé National Historic Landmark en 2014                                                                               |
| 1949        | Aspen Music Center                                 | Aspen, Colorado                        |                                   | En collaboration avec Eliel Saarinen. Démoli en 1963                                                                    |
| 1950        | Maison de Loja Saarinen                            | Bloomfield Hills, Michigan             |                                   | |
| 1950 - 1952 | maison de campagne de Joseph Irwin et Xenia Miller | District of Muskoka, Ontario           |                                   | |
| 1950 - 1954 | Irwin Union Bank and Trust                         | Columbus, Indiana                      |                                   | |
| 1950 - 1955 | Chapelle et Kresge Auditorium du MIT               | Cambridge, Massachusetts               |                                   | |
| 1951 - 1956 | École de Musique de l’Université du Michigan       | Ann Arbor, Michigan                    |                                   | |
| 1952 - 1957 | Milwaukee County War Memorial                      | Milwaukee, Wisconsin                   |                                   | |
| 1953        | Agence Eero Saarinen & Associates                  | Bloomfield Hills, Michigan             |                                   | |
| 1953 - 1956 | Chapelle Firestone Baars, Stephens College         | Columbia, Missouri                     |                                   | |
| 1953 - 1957 | Miller House                                       | Columbus, Indiana                      |                                   | Classé National Historic Landmark en 2000                                                                               |
| 1953 - 1958 | Séminaire théologique Concordia                    | Fort Wayne, Indiana                    |                                   | |
| 1954 - 1958 | Maison Emma Hartman Noyes au Vassar College        | Poughkeepsie, New York                 |                                   | |
| 1955 - 1959 | Ambassade des États-Unis                           | Oslo, Norvège                          |                                   | |
| 1955 - 1959 | Ambassade des États-Unis                           | Londres, Royaume-Uni                   |                                   | |
| 1956 - 1958 | Patinoire David S. Ingalls                         | New Haven, Connecticut                 |                                   | |
| 1956 - 1958 | IBM Manufacturing & Training Facility              | Rochester, Minnesota                   |                                   | |
| 1956 - 1962 | Terminal TWA                                       | New York, État de New York             |                                   | Classé au Registre national des lieux historiques en 2005                                                               |
| 1957 - 1960 | Dortoirs de l’Université de Pennsylvanie           | Philadelphie, Pennsylvanie             |                                   | |
| 1957 - 1961 | Thomas J. Watson Research Center, IBM              | Yorktown Heights, État de New York     |                                   | |
| 1957 - 1962 | Bell Labs Holmdel Complex                          | Holmdel, New Jersey                    |                                   | |
| 1957 - 1963 | Siège de Deere & Co                                | Moline, Illinois                       | Deere & Company, Moline, Illinois | |
| 1958 - 1962 | Ezra Stiles College et Morse College               | New Haven, Connecticut                 |                                   | |
| 1958 - 1963 | Dulles International Airport                       | Chantilly, Virginie                    |                                   | |
| 1958 - 1965 | Théâtre Vivian Beaumont                            | New York, État de New York             |                                   | |
| 1959 - 1964 | North Christian Church                             | Columbus, Indiana                      |                                   | Classé National Historic Landmark en 2000                                                                               |
| 1960 - 1961 | Agence Eero Saarinen & Associates                  | Hamden, Connecticut                    |                                   | |
| 1960 - 1961 | Maison Saarinen                                    | New Haven, Connecticut                 |                                   | Rénovation d’une maison de style néo-Tudor                                                                              |
| 1960 - 1965 | CBS Building                                       | New York, État de New York             |                                   | |
| 1960 - 1969 | Aéroport international d'Hellinikon, Athènes       | Grèce                                  |                                   | |

## Mobilier
| Année       | Nom               | Éditeur          | Image | Commentaire                            |
| 1943 - 1946 | Grasshopper Chair | Knoll Associates |       |                                        |
| 1948        | Model 70 « Womb » | Knoll Associates |       |                                        |
| 1950        | Model 71          | Knoll Associates |       |                                        |
| 1954 - 1957 | Chaise Tulipe     | Knoll Associates |       | Issue de la collection Pedestal Series |